# Slow Down (sång av Larry Williams)
"Slow Down" är en singel av den amerikanska rock & rollsångaren Larry Williams, utgiven i mars 1958. Sången spelades in den 11 september 1957 vid Masters Records i Hollywood, Los Angeles, och gavs ut av Specialty Records som B-sida till "Dizzy, Miss Lizzy".

## Medverkande
- Larry Williams – sång, piano
- Jewell Grant – barytonsaxofon
- Plas Johnson – tenorsaxofon
- René Hall – gitarr
- Ted Brinson – basgitarr
- Earl Palmer – trummor

## Coverversioner

### The Beatles
The Beatles brukade ofta uppträda med "Slow Down" vid spelningar i början av karriären, bland annat vid Star-Club i Hamburg. Den 1 juni 1964 spelade The Beatles in sin studioversion av "Slow Down" i London. Sången släpptes den 19 juni 1964 i Storbritannien på EP-skivan Long Tall Sally, och i USA i juni 1964 på albumet Something New, innan den släpptes som singelskiva tillsammans med A-sidan "Matchbox" den 24 augusti 1964. Sången finns med på samlingsalbumen Past Masters och Live at the BBC.

#### Medverkande
- John Lennon – sång, sologitarr
- Paul McCartney – basgitarr
- George Harrison – kompgitarr
- Ringo Starr – trummor
- George Martin – piano, producent

Medverkande enligt Ian MacDonald.